# Nižná Myšľa
Nižná Myšľa – wieś (obec) na Słowacji położona w kraju koszyckim, w powiecie Koszyce-okolice. Pierwsze wzmianki o miejscowości pochodzą z roku 1270. 
Według danych z dnia 31 grudnia 2012, wieś zamieszkiwało 1650 osób, w tym 818 kobiet i 832 mężczyzn.
W 2001 roku rozkład populacji względem narodowości i przynależności etnicznej wyglądał następująco:
- Słowacy – 91,18%
- Czesi – 0,08%
- Romowie – 7,98%
- Rusini – 0,08%
- Ukraińcy – 0,08%
- Węgrzy – 0,15%

Ze względu na wyznawaną religię struktura mieszkańców kształtowała się w 2001 roku następująco:
- Katolicy rzymscy – 93,63%
- Grekokatolicy – 1,92%
- Ewangelicy – 0,38%
- Ateiści – 1,07%
- Nie podano – 2,07%